# Betta omega
Betta omega — тропічний прісноводний вид риб з родини осфронемових (Osphronemidae), підродина макроподових (Macropodusinae).
Ця рибка була відкрита німецькими акваріумістами у 1980-х роках, але надалі про неї забули. 2018 року вона була описана як новий вид на основі музейного матеріалу.
Належить до групи видів Betta waseri, іншими членами якої є B. waseri, B. hipposideros, B. tomi, B. spilotogena, B. chloropharynx, B. pi, B. renata, B. pardalotos. Ідентифікація видів ґрунтується на характері маркування на горлі. В Betta omega воно нагадує грецьку велику літеру омега (Ω), звідси й наукова назва виду.

## Опис
Максимальний відомий розмір 81,2 мм стандартної (без хвостового плавця) довжини, загальна довжина становить 139,2-147,7 % стандартної. Тіло відносно довге й міцне, його висота в місці початку спинного плавця становить 27,1–28,5 %, а висота хвостового стебла 19,2–20,6 % стандартної довжини. Голова міцна, із загостреною мордою та рівномірно нахиленою або з трохи випуклою надорбітальною зоною, довжина голови становить 28,4–32,1 % стандартної, діаметр орбіт очей 21,1-25,8 %, а довжина рила 20,9-27,7 % довжини голови.
Спинний плавець загострений, розташований ближче до хвоста (предорсальна довжина становить 62,2–68,9 % стандартної), основа плавця коротка (12,6–15,4 % стандартної довжини), її вкриває 6½ субдорсальних лусок; плавець має 1 твердий і 8-9 м'яких променів. В анальному плавці 1-2 твердих і 28-30 м'яких променів, довжина його основи більше половини стандартної довжини (55,3–60,7 %), преанальна довжина становить 42,7-46,0 % стандартної, задні промені плавця подовжені. Хвостовий плавець округлий з видовженими центральними променями, всього має 16-17 променів. Черевні плавці серпоподібні, мають 1 твердий, 1 простий і 4 розгалужених промені, вони відносно довгі (29,8–36,4 % стандартної довжини), з ниткоподібним першим променем, сягають 12-го променя анального плавця. Грудні плавці округлі, мають по 13-14 променів.
Хребців 29-32, бічних лусок 31-33, по висоті тіла 9½ рядів лусок.
Голова та спина коричневі, тіло жовтувато-коричневе, зі слабкими темними цятками трохи вище лусочок, що вкривають основу анального плавця. Чорна лінія нижньої губи безперервно продовжується вигнутими донизу смужками на горлі. Дві короткі паралельні смужки відходять униз від губи й закінчуються округлими цятками. Разом це маркування утворює малюнок у формі грецької літери «омега» (Ω), саме він дав назву видові. Зяброві кришки мають слабкий жовтувато-зелений лиск, який поширюється також на передню нижню частину тіла.
Спинний, хвостовий та анальний плавці коричнюваті, перший має до 10, другий 24 поперечних смужки на міжпроменевих мембранах. Анальний плавець з вузьким білим краєм. Черевні плавці жовтувато-коричневі з білуватими міжпроменевими мембранами, їхня зовнішня частина (нитка) має білувато-зелений лиск. Грудні плавці безбарвні з чорною ближче до основи смугою.

## Поширення
Betta omega відома лише з району Пекан-Нанас (малай. Pekan Nanas), що в штаті Джохор, Півострівна Малайзія. Вид був описаний на основі музейного матеріалу, й дуже ймовірно, що він вже зник у дикій природі.
Середовища існування Betta omega були перетворені на плантації монокультур. Вид був зафіксований лише в залишкових чорноводних середовищах існування. Риб ловили в придорожніх канавах з густою рослинністю, а також у невеличких струмках, що протікають через насадження олійної пальми. На кожних кількох метрах канави ловили лише декількох особин, що, можливо, вказує на територіальну поведінку риби.
Синтопичні (зустрічаються в тих самих водоймах) види риб: Desmopuntius hexazona, Rasbora einthovenii (родина Cyprinidae), Monopterus javanensis (родина Synbranchidae), Betta bellica, B. pulchra (Osphronemidae) та Channa lucius (родина Channidae).